# 스투파

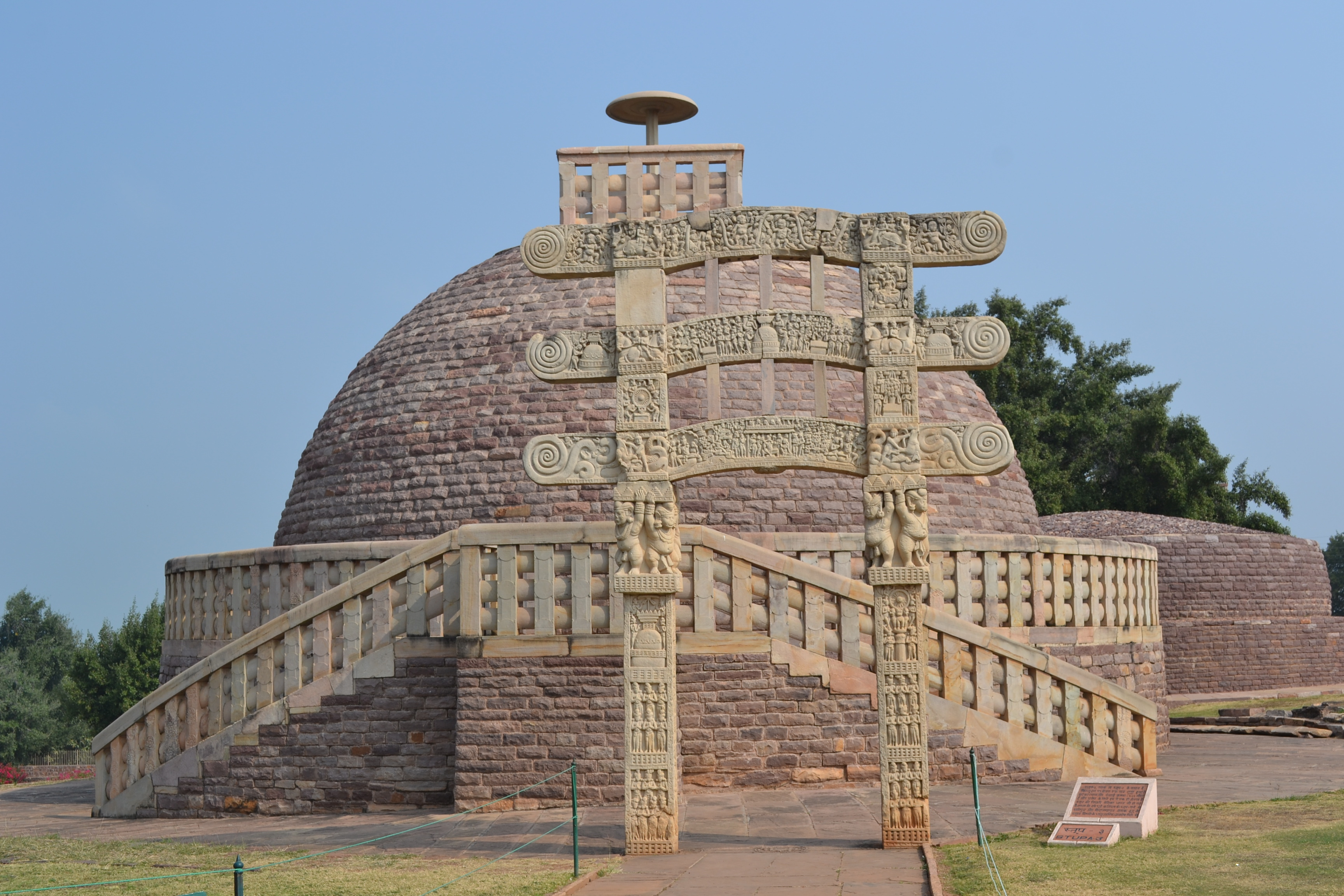

스투파(산스크리트어: स्तूप) 또는 솔도파(率堵婆)는 불교에서 명상의 장소로 사용되는 유물(사리)이 들어있는 봉분과 같은 구조물 또는 반구형 구조물이다.
순행은 가장 이른 시기부터 불교에서 중요한 의식이자 헌신적인 수행이었고, 스투파들은 항상 그들 주위에 순행길을 가지고 있다. 원래 스투파의 남아시아 형태는 수직 면이 있는 돔 건축물, 즉 북 위의 큰 단단한 돔이며, 보통 정사각형의 기단 위에 놓여 있다. 그 구조물의 내부에는 접근할 수 없다. 큰 스투파들에서는 기단 위뿐만 아니라 그 아래의 지면에도 순행을 위한 통로가 있을 수 있다. 큰 스투파들은 기단 주위의 길 밖에 베디카 난간이 있었고, 종종 조각품으로 고도로 장식되었으며, 특히 토라나 관문에는 보통 4개가 있었다. 돔 상단에는 하나 이상의 수평 디스크가 펼쳐지는 얇은 수직 요소가 있다. 이것들은 상징적인 우산인 차트라였으며, 복원되지는 않았지만 살아남지 못했다. 마디아프라데시주 산치에 있는 대스투파는 인도에서 가장 유명하고 가장 잘 보존된 초기 스투파이다.
순례자들을 끌어들이기 위해 고안된 매우 큰 스투파 외에도 돔의 높이에 비해 일반적으로 훨씬 더 높은 드럼통을 가진 다양한 크기의 작은 스투파들이 대거 있었다. 순례자들이 지불한 작은 봉헌용 스투파는 높이가 1미터 미만일 수 있으며, 인도 오디샤주 라트나기리에서와 같이 100개가 일렬로 놓여 있다.
불교가 전파됨에 따라 스투파의 다른 형태들도 같은 목적으로 사용되었는데, 티베트 불교의 초탈과 동아시아 불교의 불탑 등이 이에 속한다. 동남아시아에서는 다소 다른 길쭉한 형태의 돔이 진화하면서 높고 얇은 첨탑이 생겼다. 이와 관련된 건축용어로 차이티야를 들 수 있는데, 이는 스투파를 포함하고 있는 기도실이나 사원을 말한다.

## 스투파의 건축
히말라야 산록(山麓)의 가비라(迦毘羅)에서 태어난 왕자 고타마 싯다르타는 불평등한 계급제도의 모순과 인간이 갖는 고뇌로부터의 해탈(解脫)·자비(慈悲) 등을 사색하면서 그 해결책을 얻고서, 실천윤리학(實踐倫理學)으로서의 색채를 띤 설교를 중심으로, 갠지스강 유역의 농촌과 도시를 순력하고 포교하였다. 그의 교설(敎說)의 근본은 사체(四諦：苦諦·集諦·滅諦·道諦)·팔정도 (八正道)·연기설(緣起說)을 중심으로 하여 집착과 무명(無明)에 의한 대립항쟁을 그만둘 것을 권장하며, 신분의 평등을 제창하고, 또한 우상과 사사(邪祠)를 예배귀의(禮拜歸依)만 하고 타력본원(他力本願)에 의지하는 그러한 우(愚)를 지적하고, 자기의 실천윤리를 확립하는 것으로써 해탈에 이르는 것을 평이한 속어(俗語)로 포설(布說)하였다. 그는 우상숭배를 금지하기조차 하였다. 그가 우상숭배를 금하며 정신적인 양식(糧食)∼법(法, 다르마)을 남겨도 뒤에 남겨진 제자들과 무지한 대중들에 있어서 즉물적인 조사숭배(祖師崇拜：이 경우 유체를 화장하여 유골을 신앙예배한다)가 일어남은 당연하였다. 그의 사후(死後), 그의 사리(舍利)를 둘러싸고 분배(分配) 싸움이 있었다고 설화(說話)는 전하고 있다. 그리고 사리는 사리 용기(舍利容器)에 봉납(奉納)되고 묘분(墓墳)이 축조되었고 그 묘분을 스투파(stupa)라 했다. 이것이 소위 탑파(塔婆), 탑의 기원이다. 석가모니가 가르친 다르마(法)의 실천은 그의 사후 얼마 안 가 조사숭배라는 타력본원의 신앙형태로 변하여 불교미술이 조형활동의 커다란 역할을 하게 되었다.

## 같이 보기
- 탑파